# Нюрнберзький державний театр
Нюрнберзький державний театр (нім. Staatstheater Nürnberg) — один з найбільших театрів Німеччини, розташований у Нюрнберзі.
Перша будівля театру була відкрита 1 вересня 1905 року оперою Варнера «Нюрнберзькі мейстерзінгери». 1959 було збудоване нове приміщення для проведення камерних концертів.